# Геймс Слейтър
Ръсел Геймс Слейтър – (9 декември 1896 – 15 октомври 1964 г.) е прочут американски инженер и изобретател. Той е най-известен с разработването на фибростъклото, започвайки с нов метод за производство на стъклена вата през 1933 г.

## Биография
Роден на 9 декември 1896 г. в Аргос, Индиана. Като млад се отказва от името Ръсел. Завършва гимназия „Аргос“ през 1914 г. и Западната военна академия (Алтън, Илинойс) през 1915 г. На 20 години се жени за Мод Мари Форър. Слейтър завършва през 1921 г. бакалавърска степен по химическо инженерство в университета „Пърду“. Първите години на своята кариера младия Геймс прекарва в компания, наречена „Owens-Illinois Glass Co.“ със седалище в Толедо, Охайо. Според документи от университета в Толедо, докато работи за компанията, той създава влакнести фибри, които водят до производството на първия търговски продукт от стъклопласт.
През 1938 г. Слейтър става заместник-председател на научноизследователската и развойната дейност на „Owens-Corning Fiberglas Corp“. Като такъв той усъвършенства производствения процес на фибростъклото и го прави финансово надеждно. Геймс Слейтър работи за компанията до пенсионирането си през 1960 г. Слейтър има над 90 патента в технологии за фибростъкло. През 2006 г. посмъртно той влиза в „Залата на славата на изобретателите“ в Акрън, щата Охайо.